# Drąg
Drąg – prymitywna broń drzewcowa w postaci mocnego drewnianego kija. Broń używana przez powstańców chłopskich, oraz piechotę powstania styczniowego z powodu braku innej broni. 
Powstańców styczniowych uzbrojonych w drągi nazywano drągalierami.